# 丘秬
丘秬，江西餘干縣十八都人，明初進士。

## 生平
丘秬為餘干縣學生，洪武二十三年（1390年）中式庚午科鄉試，次年聯捷辛未科二甲進士。餘事不詳。